# Dianne de Leeuw
Dianne Margaret de Leeuw (Orange (Californië), 19 november 1955) is een voormalig Nederlands kunstrijdster op de schaats.

## Biografie
De Leeuw is geboren in het Amerikaanse Californië en ze woonde daar ook het grootste deel van haar leven. Ze had echter een Nederlandse moeder en kon daarom namens Nederland deelnemen aan internationale wedstrijden.
De Leeuw werd wereldkampioen in 1975 en Europees kampioen in 1976. Daarnaast haalde ze halverwege de jaren zeventig nog enkele malen zilver en brons. Haar belangrijkste concurrenten waren de Oost-Duitse Christine Errath (wereldkampioen in 1974) en de Amerikaanse Dorothy Hamill (wereldkampioen in 1976).
Bij de Olympische Winterspelen van 1976 in Innsbruck (Oostenrijk) was De Leeuw tijdens de openingsceremonie de vlaggendraagster van het Nederlandse team. Bij die Olympische Spelen won ze de zilveren medaille. Na het WK in Göteborg maakte ze een tour met Holiday on Ice en werd ze coach bij de Westminster Ice Palace in Westminster, Californië en Anaheim Ice.

## Onderscheiding
In 1975 werd ze vanwege haar wereldtitel in Nederland gekozen als sportvrouw van het jaar.

## Belangrijke resultaten
| Kampioenschap           | 1971 | 1972 | 1973 | 1974   | 1975   | 1976   |
| ----------------------- | ---- | ---- | ---- | ------ | ------ | ------ |
| Olympische Spelen       |      | 16e  |      |        |        | Zilver |
| Wereldkampioenschap     |      | 17e  | 15e  | Brons  | Goud   | Brons  |
| Europees kampioenschap  | 19e  | 9e   | 6e   | Zilver | Zilver | Goud   |
| Nationaal kampioenschap | Goud | Goud | Goud | Goud   | Goud   | Goud   |

- International Standard Name Identifier: 0000 0004 4459 3573
- Library of Congress Control Number: n97870567
- Nederlandse Thesaurus van Auteursnamen: 072454245
- Virtual International Authority File: 21443162
- WorldCat: E39PBJyrXCTrfqD7RwM43bJ4bd